# قسم دودانغة الريفي (مقاطعة أهر)
قسم دودانغة الریفي (بالفارسية: دهستان دودانگه) هي منطقة سكنية تقع في إيران في ناحية هوراند. يقدر عدد سكانها بـ 6,394 نسمة.